# John Ballance

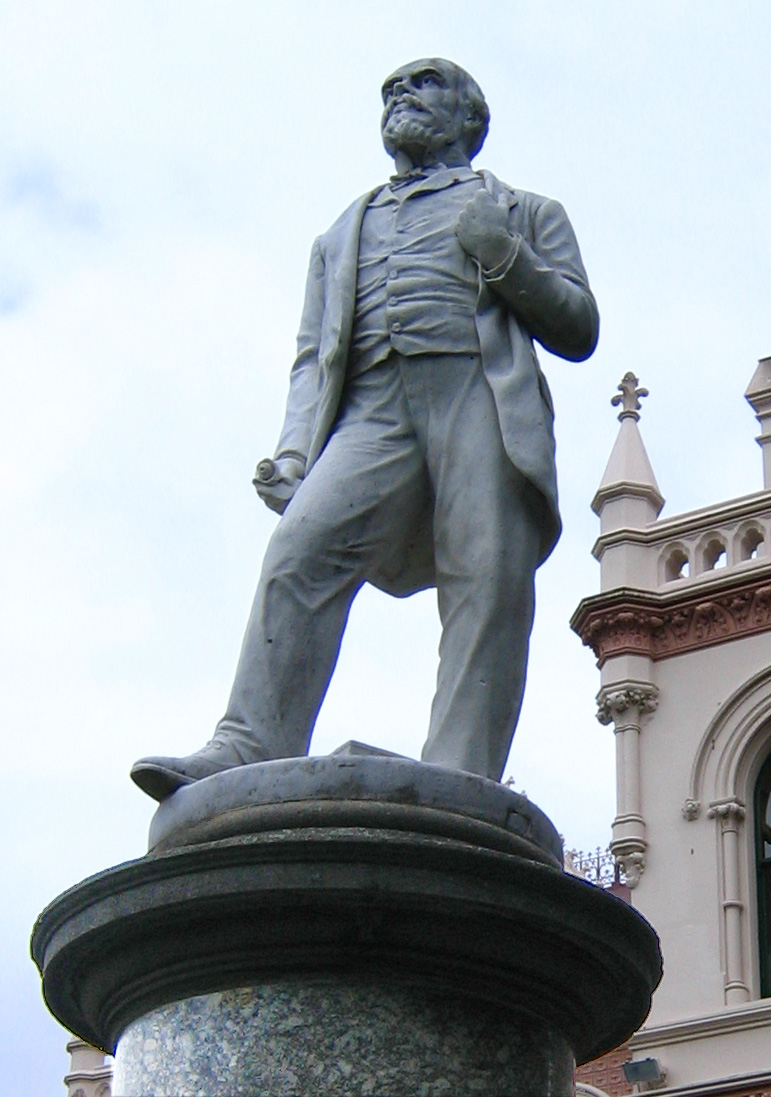
Pomnik Ballance'a przed gmachem Biblioteki Parlamentarnej w Wellington

John Ballance (ur. 27 marca 1839 w Glenavy, zm. 27 kwietnia 1893 w Wellington) – polityk nowozelandzki, założyciel Partii Liberalnej, pierwszego w historii tego kraju zorganizowanego ugrupowania politycznego. W latach 1891–1893 premier Nowej Zelandii.
Pochodził z dzisiejszej Irlandii Północnej, młodość spędził w Belfaście i Birmingham. W 1866 wraz z żoną postanowił wyemigrować do Nowej Zelandii, gdzie osiedlił się w Wanganui, a wkrótce potem został wydawcą lokalnej gazety. W czasie walk z Maorysami zorganizował ochotniczy oddział kawalerii. Wkrótce jednak poróżnił się z dowództwem, bowiem należące do niego pismo krytykowało sposób prowadzenia walk. W 1868 owdowiał, a dwa lata później ożenił się ponownie.
Z czasem oprócz dziennikarstwa zajął się też różnego rodzaju działalnością społeczną (m.in. zakładał miejscowy klub szachowy) i zyskał szerokie uznanie wśród mieszkańców swej okolicy. Pozwoliło mu to uzyskać w 1875 mandat parlamentarny. Dwa lata później wszedł w skład gabinetu George'a Greya, gdzie kierował resortami edukacji, ceł i finansów. Rząd Greya upadł w 1879, ale Ballance powrócił na szczyty władzy w 1884, już jako członek ekipy swego przyjaciela Roberta Stouta. Został wówczas ministrem odpowiadającym za sprawy ziemi, imigracji i ludności tubylczej. Starał się zachować równowagę między potrzebą rozwijania osadnictwa białych rolników, zwłaszcza w najsłabiej zaludnionych częściach kraju, a prawem Maorysów do zachowania zajmowanych przez nich ziem.
Po wyborach z 1887 rząd Stouta upadł, a Ballance – choć popularny wśród wyborców – musiał skupić się na ratowaniu swego podupadającego zdrowia. Powrócił do pełnej aktywności w 1889, kiedy został liderem opozycji, zaś pod koniec roku 1890 odniósł zwycięstwo w kolejnych wyborach. W styczniu 1891 sformował swój gabinet. Do jego najważniejszych osiągnięć zalicza się zwiększenie zakresu kompetencji premiera kosztem brytyjskiego gubernatora (trzeba pamiętać, że Nowa Zelandia była wówczas brytyjską kolonią) oraz stworzenie sprawnego systemu podatkowego. Doprowadził również do uzyskania przez kobiety praw wyborczych, co było pierwszym tego rodzaju przypadkiem na świecie. Udało mu się także utworzyć na bazie grupy swych zwolenników w parlamencie pierwszą nowozelandzką partię polityczną – Partię Liberalną.
Wiosną 1893 jego stan zdrowia bardzo gwałtownie się pogorszył. Premier poddał się kilku operacjom, ale nie przyniosły spodziewanego rezultatu. Zmarł 27 kwietnia, będąc u szczytu politycznej popularności i mając 54 lata. Na swojego następcę namaścił Stouta, jednak jego partyjni koledzy nie uszanowali jego woli i wybrali na swego nowego lidera, a tym samym szefa rządu, Richarda Seddona.